# Marijan Jakšeković
Marijan Jakšeković (* ca. 1942 im Königreich Jugoslawien) ist ein ehemaliger jugoslawisch-kroatischer Handballspieler.

## Karriere
Marijan Jakšeković spielte nur für den RK Partizan Bjelovar, mit dem der 1,99 m große Kreisläufer 1961, 1967, 1968, 1970, 1971 und 1972 die jugoslawische Meisterschaft sowie 1966 und 1971 den Pokal gewann. Im Europapokal der Landesmeister 1961/62 unterlag die Mannschaft dem deutschen Vertreter Frisch Auf Göppingen im Endspiel in Paris mit 11:13. Zehn Jahre später stand Bjelovar erneut im Endspiel. Im Europapokal der Landesmeister 1971/72 besiegte man den VfL Gummersbach in Dortmund mit 19:14. Jakšeković war zweimal erfolgreich. Anschließend beendete er seine Laufbahn.
Mit der jugoslawischen Nationalmannschaft gewann Jakšeković bei der Weltmeisterschaft 1970 die Bronzemedaille.